# Craincourt
Craincourt é uma comuna francesa na região administrativa do Grande Leste, no departamento de Mosela. Estende-se por uma área de 9.06 km², e possui 250 habitantes, segundo o censo de 2018, com uma densidade de 28 hab/km².